# Aktivált komplex
A kémiában az aktivált komplex (más néven aktivált komplexum) az IUPAC definíciója szerint „az atomok azon elrendeződése, amely megfelel egy tetszőleges, infinitézimálisan kicsi területnek egy potenciálisenergia-felület nyeregpontján vagy annak közelében”. Másként megfogalmazva a kémiai reakcióban megjelenő átmeneti szerkezetek összessége, melyek a meglévő kémiai kötések felszakadása és az új kötések kialakulása közben léteznek. Ennek megfelelően nem egyetlen meghatározott állapotot jellemez, hanem azon átmeneti konfigurációk tartományát, melyen az atomok összessége keresztülhalad, miközben a jól definiált reaktánsokból a végtermék keletkezik.
Vizsgálata az átmenetiállapot-elmélet – más néven aktiváltkomplex-elmélet – tárgya, mely a jól definiált, ΔG°‡ képződési szabadentalpiával jellemezhető köztes állapoton keresztül lejátszódó kémiai reakciók kinetikáját vizsgálja. A kettőskereszttel jelölt állapot az átmeneti állapot, mely az atomoknak az az elrendeződése, amelyből egyforma valószínűséggel keletkezik az adott reakció kiindulási anyaga vagy terméke.
Az aktivált komplexet és az átmeneti állapotot gyakran keverik, és több tankönyv is szinonimaként használja őket. Az átmeneti állapot azonban csak az atomok legnagyobb potenciális energiájú elrendeződését jelenti, míg az aktivált komplex e körül a pont körüli tartományt jelent. Ez a különbség a reakciókoordináta mentén történő ábrázolással szemléltethető, ahol is az átmeneti állapot a diagram csúcsán lévő molekuláris elrendeződés, az aktivált komplex pedig a maximumhoz közeli tetszőleges pontra utalhat.

## Fordítás
Ez a szócikk részben vagy egészben  az   Activated complex című angol Wikipédia-szócikk ezen változatának fordításán alapul.  Az eredeti cikk szerkesztőit annak laptörténete sorolja fel. Ez a jelzés csupán a megfogalmazás eredetét és a szerzői jogokat jelzi, nem szolgál a cikkben szereplő információk forrásmegjelöléseként.